# 石井儀一
石井 儀一（いしい ぎいち）は、日本のAV男優とスーツアクター。特にGIGAでの出演が目立ち、川上秀忠や安芸武らとともに同社の作品に欠かせない存在となっている。

## 出演

### Vシネマ
1987年
- プリティエグゼクター（8月1日、MPS）

1989年
- SFX巨人伝説ラインパイロット版【バーニングハート】【サバイバー】（DREAM MAKE/ARSA）

2001年
- 大怪獣アンギラゴン～TheMovie～

2002年
- エバーロイド・セリア（6月22日、映遊クラブ）

2003年
- SFX巨人伝説ライン Vol.1 （4月25日、エッジ）
- SFX巨人伝説ライン Vol.2 （4月25日、エッジ）
- SFX巨人伝説ライン Vol.3 （5月26日、エッジ）
- SFX巨人伝説ライン Vol.4 （5月26日、エッジ）
- 多摩川少女戦争（8月29日、スペースクリックコム）

2004年
- HEROINE危機一髪!! vol.2 未来少女アンジュ （1月14日、ZENピクチャーズ）
- HEROINE危機一髪!! vol.3 電光戦隊フォーレンジャー （3月25日、ZENピクチャーズ）
- 星間特捜アサルトマン（12月24日、ZENピクチャーズ）

2005年
- 悪のHEROINE危機一髪 !! アウトサイダー編（3月25日、ZENピクチャーズ）
- 美少女戦騎 ソウルガーディアン（4月22日、ZENピクチャーズ）
- 格闘美少女（4月22日、ZENピクチャーズ）
- HEROINE危機一髪 !! Vol.04 超電磁レディースーパービークル（4月27日、ZENピクチャーズ）
- 忍法戦隊カゲリオン（5月27日、ZENピクチャーズ）
- ファイティングバッドガール（6月24日、ZENピクチャーズ）
- HEROINE危機一髪!! Special（6月24日、ZENピクチャーズ）
- 悪のHEROINE危機一髪 !! Vol.3 ロスト・パラダイス（8月12日、ZENピクチャーズ）
- 超次元戦記トリティア（8月26日、ZENピクチャーズ）
- HEROINE危機一髪Jr 美少女ソルジャー オーロラ ピンク（9月23日、ZENピクチャーズ）
- ヒロイン危機一髪Special2 電磁戦隊マイティーレンジャー（11月25日、ZENピクチャーズ）

2006年
- グラビアヒロイン ジャスティーウーマン（7月1日、ZENピクチャーズ）
- グラビアヒロイン ブルーガーディアン（7月14日、ZENピクチャーズ）
- グラビアヒロイン スティールエンジェル（8月11日、ZENピクチャーズ）

2007年
- グラビアヒロイン サイコダイバー（1月26日、ZENピクチャーズ）
- Zero WOMAN R 警視庁0課の女／欲望の代償（5月26日公開、新東宝）
- プリンセリア 巨大怪獣グヌバー編（6月22日、ZENピクチャーズ）
- ～がんばれ僕らの～グラドルヒロイン 電人合身スパークレディ（7月13日、ZENピクチャーズ）

2008年
- 光神戦隊スペースレンジャー【前編】（1月25日、ZENピクチャーズ）
- 光神戦隊スペースレンジャー【後編】（2月22日、ZENピクチャーズ）
- 口裂け女（4月18日、ZENピクチャーズ）
- ハイパーセクシーヒロイン エリーゼ（4月25日、ZENピクチャーズ）
- ハイパーセクシーヒロイン 舞桃乱撫 龍華（7月11日、ZENピクチャーズ）
- ～がんばれ僕らの～グラドルヒロイン 特命急襲執行官 メリルレッドランサー（10月10日、ZENピクチャーズ）
- コズモエージェント エクセル（12月26日、ZENピクチャーズ）

2009年
- エキサイティングヒロイン スターデッカー 危機一髪Ver（2月13日、ZENピクチャーズ）
- ヒロインクロニクルズ スマート109 code:02（4月10日、ZENピクチャーズ）
- グラドルバトル 格闘美少女AMI（4月10日、ZENピクチャーズ）
- ドクロレイダー（6月26日、ZENピクチャーズ）
- ヒロインクロニクルズ 音階の美少女戦士 シンフォニア（6月26日、ZENピクチャーズ）
- グラドルアクションバトル バーンアウト～特殊要人警護チーム～（8月14日、ZENピクチャーズ）
- グラドルVS触手エイリアン 妄触戦記アステリア（8月28日、ZENピクチャーズ）
- エキサイティングヒロイン カラーレンジャー 絶体絶命 （9月11日、ZENピクチャーズ）
- 女捜査官アクションバトル 秘密女捜査官RR-3（9月11日、ZENピクチャーズ）
- [15歳以上限定]エキサイティングヒロイン 幻戦隊ミスティーレンジャー絶対絶命〔ママ〕ver. （11月13日、ZENピクチャーズ）
- 白衣の聖戦士 キュアエンジェル CURE：02（11月13日、ZENピクチャーズ）

2010年
- エキサイティングヒロイン 科学特捜隊ボーグレンジャー 危機一髪ver. （3月12日、ZENピクチャーズ）
- スーパーメタルビュート 前編 （4月23日、ZENピクチャーズ）
- エキサイティングヒロイン カラーレンジャー 絶体絶命（9月11日、ZENピクチャーズ）
- 地球の守り神 マグマレディー 出現！赤い巨人編＆天空の空島編 （10月22日、ZENピクチャーズ）
- 地球の守り神 マグマレディー 危機！宇宙からの侵略（前編＆後編）（11月12日、ZENピクチャーズ）
- エキサイティングヒロイン フューチャーマン危機一髪Ver.（12月10日、ZENピクチャーズ）

2011年
- 不思議巨大ヒロイン クイーン・グランデZ（4月22日、ZENピクチャーズ）
- ハイパーセクシーヒロインNEXT お嬢様戦士レイン（6月10日、ZENピクチャーズ）
- ドリームセーラーズ前編（7月8日、ZENピクチャーズ）
- ドリームセーラーズ後編 （7月22日、ZENピクチャーズ）
- ハイパーセクシーヒロインNEXT ビキニデカ （8月12日、ZENピクチャーズ）
- グラドルヒロイン危機一髪!!（R） コスモ闘神伝ギンガイガー（9月23日、ZENピクチャーズ）
- コスモ闘神伝ギンガイガー ダークコマンダー編 EPISODE：01（10月28日、ZENピクチャーズ）
- コスモ闘神伝ギンガイガー ダークコマンダー編 EPISODE：02（11月11日、ZENピクチャーズ）
- バーニングアクション スーパーヒロイン列伝 セーラーキャッツ 前編（11月11日、ZENピクチャーズ）
- ハイパーセクシーヒロインNEXT ニュートリノ（12月23日、ZENピクチャーズ）

2012年
- マイティーハニー （1月13日、ZENピクチャーズ）
- バーニングアクション スーパーヒロイン列伝 バーンアウト・ネオ 前編 （2月10日、ZENピクチャーズ）
- 誘惑仮面（4月27日、ZENピクチャーズ）
- J・Kスレイヤー（5月11日、ZENピクチャーズ）
- ヒロインピンチオムニバス 太陽の戦士レオーナ （6月22日、ZENピクチャーズ）
- 女捜査官 アクションバトル バーン・アルティメイタム （7月13日、ZENピクチャーズ）
- 不思議巨大ヒロイン クイーン・グランデZ・2（9月14日、ZENピクチャーズ）
- バーン オブ ザ デッド（12月14日、ZENピクチャーズ）

2013年
- サンレンジャー（1月11日、ZENピクチャーズ）
- ハイパーセクシーヒロインNEXT 太陽の戦士レオーナ 芸術怪人エフデルの罠（仮）（3月8日、ZENピクチャーズ）
- ヒロインピンチオムニバス マイティーハニー（5月10日、ZENピクチャーズ）
- アスリートヒロイン（11月22日、ZENピクチャーズ）

### アダルトビデオ
2001年
- 怪盗ピンクスネーク （1月10日、GIGA (アダルトビデオ)）
- 女探偵ダーティーエンジェル （2月1日、ギガ）
- 女侍 ～柳生雅～ （4月1日、ギガ）
- 美少女戦隊プリムテウス ACT.01 （12月10日、ギガ）

2002年
- プレイチャイルド ～悪魔の玩具遊び～ （17月5日、ギガ）
- 美少女戦隊プリムテウス ACT.03 （2月10日、ギガ）

2003年
- 電撃戦隊パーフェクトレンジャーACT.04 （3月8日、ギガ）
- サイバー戦隊スーパージャスティオン ACT.01 （6月9日、ギガ）
- 闇の天使ダークガール ACT.01 （9月9日、ギガ）
- 闇の天使ダークガール ACT.02 （10月9日、ギガ）
- 闇の天使ダークガール ACT.03 （11月9日、ギガ）
- 被虐のヒロイン リメール （11月20日、アイエナジー）

2004年
- 美少女聖戦士スケバンコップ （2月10日、ギガ）
- ヒロイン討伐餓鬼地獄 （2月14日、ギガ）
- 鉄腕DOLLミライダーVol.01 （5月3日、ギガ）
- スーパーヒロイン激突！EPISODE.02 （6月1日、ギガ）
- 美少女フィギュア04 （6月19日、ギガ）
- コスプレイダー （7月1日、ギガ）
- ヒロイン討伐餓鬼地獄2 （7月15日、ギガ）
- 美少女フィギュア05 （7月19日、ギガ）
- 仮面セイバーFLASH ACT.02 （9月3日、ギガ）
- ヴァンデッド （10月1日、ギガ）
- 仮面セイバーFLASH ACT.03 （10月3日、ギガ）
- スカトロ探偵物語 （10月23日、ギガ）
- コスプレイダー2 （12月1日、ギガ）

2005年
- 女子大生と浣腸泥棒 （1月25日、ギガ）
- ヒロイン討伐Vol.03 （2月13日、ギガ）
- 熱風戦隊 ツヨレンジャー ACT.01 （6月9日、ギガ）
- 帰ってきたスーパーヒロイン 9 怪傑猿丸 （6月10日、ギガ）
- ｴｽﾃｼｬﾝ＆銀行員のうんこおもらし （7月8日、ギガ）
- 着ぐるみ4 （7月10日、ギガ）
- 未来騎兵フォーセイバー （7月22日、ギガ）
- セ・リーヌの星 （8月12日、ギガ）
- 烈風戦隊 サムライジャー 01 （9月9日、ギガ）
- 烈風戦隊 サムライジャー 02 （10月9日、ギガ）
- 烈風戦隊 サムライジャー 03 （11月9日、ギガ）
- シャイニングロボ 黒い瞳の青蓮 （11月11日、ギガ）
- 熱風戦隊 ツヨレンジャー ACT.02 （12月1日、ギガ）

2006年
- 熱風戦隊 ツヨレンジャー ACT.03 （1月1日、ギガ）
- 超人戦隊 バードファイブ ACT.1 （1月27日、ギガ）
- 続・平成おもらし物語02 （2月1日、ギガ）
- マスク剥ぎ 第三巻 （2月22日、ギャロップ）
- ミス･マーシャル （2月24日、ギガ）
- 超人戦隊 バードファイブ ACT.2 （2月27日、ギガ）
- 超人戦隊 バードファイブ ACT.3 （3月27日、ギガ）
- スーパーヒロイン危機一髪!! Vol.01 （3月28日、ギガ）
- ミルキーファイター ACT.2 （5月28日、ギガ）
- ヒロイン討伐Vol.22 （9月13日、ギガ）
- ヒロインキューティーバトル （10月2日、ギガ）
- ヒロイン討伐Vol.23 （10月13日、ギガ）
- 忍者Vol.34 （11月3日、ギガ）
- 続・平成おもらし物語11 （11月11日、ギガ）
- 史上空前のセクシーヒロインバトル 7大ヒロイン大集合で始まる新たなる伝説 （11月25日、アイエナジー）
- 続・平成おもらし物語12（12月1日、ギガ）
- デブヒロイン EPISODE1 （12月2日、ギガ）
- 忍者Vol.35 （12月3日、ギガ）
- 熟女ヒロイン EPISODE12 （12月10日、ギガ）

2007年
- ミラーレディー （1月27日、ギガ）
- スーパーヒロインドミネーション Vol.06 （3月11日、ギガ）
- ヒロイン洗脳Vol.02 （5月25日、ギガ）
- ヒロイン陵辱Vol.04 Vガールを襲う恥辱の罠…セクハラ地獄 （10月26日、ギガ）
- スーパーヒロインドミネーション Vol.11 （11月9日、ギガ）
- キューティーガール （11月8日、ギガ）
- ショタコン 第四巻 （11月9日、ギャロップ）
- ヒロイン洗脳Vol.03 （12月21日、ギガ）

2008年
- ヒロイン残酷物語 Vol. 2 （1月25日、ゼウス）
- ワンダーソルジャー （2月22日、ギガ）
- 特別派遣戦士ミウ （4月11日、ギガ）
- スーパーヒロイン絶対絶命〔ママ〕!!Vol.22 巨大ロボ マシンセイザー （7月11日、ギガ）
- レイプ屋本舗 GO姦マン （7月25日、ゼウス）
- ヒロイン陵辱Vol.11 鉄腕キューティー編 （7月25日、ゼウス）
- 巨大ヒロイン マシンレディー （8月8日、ギガ）
- 無敵美神ビューティー （8月22日、ギガ）
- ヒロイン陵辱Vol.14 アイ・シャドー編 （10月24日、ギガ）
- サイボーグヒロイン 機械戦士マシンジャー （10月24日、ギガ）
- ヒロイン触手凌辱 Vol.05 コスモGメン フロンティア編 （11月14日、ギガ）
- 巨大ヒロイン凌辱 闘美神アフロディータ （11月22日、ギガ）
- 熟女ヒロイン vol.20 （11月28日、ギガ）
- スーパーヒロイン危機一髪 Vol.28 仮面戦士ハートブレイガー （12月12日、ギガ）
- ハリケーンバトル 仮面セイバーVSスーパービーグル （12月26日、ギガ）

2009年
- ヒロイン丸呑み01 シルバーエクストラ編 （1月23日、ギガ）
- ヒロインバトルレイプ ハリケーンサヤカ編 （1月23日、ギガ）
- エキサイティングヒロイン スターデッカー アダルトVer. （2月9日、ギガ）
- 巨大女 第四巻 （2月27日、ギャロップ）
- パーフェクトレンジャー2009 ～甦ったサタンクロス～ （3月13日、ギガ）
- クイックウーマン （3月13日、ギガ）
- フロンティア<ダウンロード限定作品> （3月27日、ギガ）
- ヒロイン洗脳Vol.06 ハイパーレディー編 （4月24日、ギガ）
- スーパーヒロインぶっかけ凌辱 美少女戦士セーラーアース編 （5月8日、ギガ）
- HARDヒロイン討伐Vol.05 （5月8日、ギガ）
- 格闘ゲームヒロイン ストリート マーセナリーズ （5月22日、ギガ）
- 女捜査官アクションバトル 麻薬捜査官 麻宮ランの犯罪調査ファイル （6月12日、ギガ）
- ヒロイン凌辱 Vol.21 秘宝戦隊ジュエルレンジャー編 （6月26日、ギガ）
- サイボーグヒロイン破壊 強化戦隊ファイボーグ ピンクボーグ編 （6月26日、ギガ）
- 巨大女 第五巻 （7月10日、ギャロップ）
- 巨大ヒロイン ネクストレディーAgain （7月10日、ギガ）
- 女探偵アクションバトル 格闘探偵アイカ （7月24日、ギガ）
- ヒロイン輪姦 ビューティーマリー編 （8月14日、ギガ）
- ヒロイン特訓 ジャガー前田編 （8月14日、ギガ）
- スーパーヒロイン昇天地獄 ブラッディエンジェル アスナ編 （8月28日、ギガ）
- 熟女ヒロイン Vol.22 （9月25日、ギガ）
- ヒロイン顔面騎乗 （9月25日、ギガ）
- エキサイティングヒロイン カラーレンジャー アダルトver （10月9日、ギガ）
- 体内潜入 ミクロヒロイン 正義戦隊マモルンジャー （11月13日、ギガ）
- エキサイティングヒロイン 幻戦隊ミスティーレンジャー アダルトver （12月9日、ギガ）
- 女捜査官アクションバトル 女捜査官 岬レイカ （12月25日、ギガ）

2010年
- スプラッターヒロイン 女捜査官VS怪人サイボーグ （1月8日、ゼウス）
- スーパーヒロイン危機一髪!!Vol.31 魔力戦隊ミスティーレンジャー （1月8日、ギガ）
- ヒロインピンチ ALL MIX アクセルガールグレート編 （1月8日、ギガ）
- 超戦士格闘技列伝 マックスウーマン （1月22日、ギガ）
- ヒロイン改造手術 ブレンダー01 （2月12日、ギガ)
- 巨大女 第六巻 （3月12日、ギャロップ）
- ヒロイン討伐Vol.48 （3月12日、ギガ）
- エキサイティングヒロイン 科学特捜隊ボーグレンジャー アダルトver. （3月26日、ギガ)
- 巨大ふたなりヒロイン プラネットウーマン編 （4月9日、ギガ）
- 巨大ヒロイン・ドミネーションハード アルファレディー編 （4月9日、ギガ）
- バイオアーマードバトル ナイトリスト （4月23日、ギガ）
- 新・元祖スーパーヒロイン 02 シャドウレディ編 （5月28日、ギガ）
- スーパーヒロイン野外凌辱 美少女戦士セーラーネレイド編 （6月25日、ギガ）
- ニューハーフヒロイン （7月9日、ギガ）
- ヒロイン腹責め ゴーソルジャー編 （9月10日、ゼウス）
- ヒロインピンチALL MIX 美少女戦士オーロラハート編 （9月24日、ゼウス）
- スーパーヒロイン鬼畜大凌辱 チャージマーメイド完全版 （11月12日、ギガ）
- 巨大ヒロイン（R） アルテオン （11月12日、ギガ）
- 巨大ヒロイン(R） レッドマルス （11月12日、ギガ）
- スーパーヒロインレイプハンターMAX ～アクメ・洗脳・悪堕ち～ （11月26日、ギガ）
- 微乳ヒロイン （12月10日、ギガ）
- スーパーヒロイン絶体絶命!!Vol.33 天翔戦隊ウィングレンジャー ホワイトウィング編 （12月10日、ギガ）
- 新・元祖スーパーヒロイン08 巨大ヒロイン フレイア編 （12月24日、ギガ）
- マッスルふたなりヒロイン ストームレディー （12月24日、ギガ）

2011年
- ヒロイン美肉実験室 前編 （1月28日、ギガ）
- フューチャーマン アダルトVer. （1月28日、ギガ）
- ヒロイン転生 天空戦士エンゼルホワイト （1月28日、ギガ）
- 神獣戦隊ビーストレンジャー ピンクタイガー 無間地獄 （2月25日、ギガ）
- セーラープリズム2 （3月11日、ギガ）
- 巨大ヒロイン(R) シグマレディー （3月25日、ギガ）
- 巨大ヒロイン(R) ステラレディー・マキヤ 怪獣大戦争 （4月8日、ギガ）
- 巨大ヒロイン(R) マリス （6月11日、ギガ）
- フルメタル・バーニング キャプテン・モデナ （6月24日、ギガ）
- 国民的アイドル巨大ヒロイン失禁マスクオフハードレイプ （8月12日、ゼウス）
- 巨大ヒロイン（R）ファイヤーウーマン （10月14日、ギガ）
- ミス・マーキュリー （11月25日、ギガ）
- ヒロイン全身性器化計画 デュアルレンジャー編 （12月9日、ゼウス）
- ヒロイン屈服 セーラーダリア編 （12月9日、ギガ）

2012年
- ヒロイン凌辱 Vol.46 セーラープリズムV セーラーウィザード （1月13日、ギガ）
- 巨大ヒロイン（R）超生意気巨大ヒロイン 完全敗北凌辱 流星闘姫ノア （1月27日、ギガ）
- アクションゲームヒロイン イレギュラーソルジャーアルファ （3月23日、ギガ）
- ヒロイン妊娠・乳姦・産卵・白目・アヘ顔・昇天地獄 天聖戦隊フェザーファイブ （5月25日、ギガ）
- 女幹部ヒーロー凌辱 女幹部レブレマ （5月25日、ギガ）
- ショーパンヒロイン 光戦隊ニューレンジャー （6月8日、ギガ）
- SUPER HEROINE アクションウォーズ 強攻救助隊バードエンジェル （6月8日、ギガ）
- ヒートウーマン （6月22日、ギガ）
- スーパーヒロインレイプハンター ネクストピンク （6月22日、ギガ）
- 巨大ヒロイン（R） ソフィア （7月13日、ギガ）
- ヒロイン凌辱Vol.53 スパンデクサーサンエンジェル （8月10日、ギガ）
- ヒロイン大活躍 ミスエクシード （9月14日、ギガ）
- ロリータヒロイン ロリーダーと触手生物 ゼウス （10月26日、ゼウス）
- 超装戦隊マーシャルフォース （11月9日、ギガ）
- 魔法美少女戦士フォンテーヌ ドリームカプセル 徹底羞恥凌辱地獄 （11月9日、ギガ）
- 冤罪処刑ヒロイン アイドル魔法少女☆スターライト・リンカ （11月23日、ゼウス）
- ヒロイン白目失神地獄 無双戦隊アースレンジャー編 （11月23日、ギガ）
- ヒロイン凌 辱Vol.56 音波人間アタック （12月14日、ギガ）
- ヒロイン屈服 セクシー仮面編 （12月28日、ギガ）
- ヒロイン妊娠・乳姦・産卵・白目・アヘ顔昇天地獄 飛翔戦隊プライドファイブ （12月28日、ギガ）

2013年
- うんこおもらし 02 （1月25日、G-HISTORY）
- ユーマレイダー 生贄の孤島 （1月25日、ゼウス）
- ヒロイン白目失神地獄 音波人間アタック （2月8日、ギガ）
- ヒロインピンチ 電磁人間ビーグル （2月8日、ギガ）
- 悪役製造研究所 護星戦隊アースマン アースブルー （2月22日、ギガ）
- ヒロイン討伐Vol.63 （3月8日、ギガ）
- セ・リーヌの星 （3月8日、ギガ）
- 仮面菩薩センジュリアン 第二巻 シヴァ・凌辱編 （3月22日、ギガ）
- 仮面菩薩センジュリアン 第三巻 ヴィシュヌ・洗脳編 （3月22日、ギガ）
- オール排泄02 （3月22日、G-HISTORY）
- 【鉄板キャラ】SUPER LADY （4月12日、ギガ）
- 魔法仮面マジカルマスク ～第1巻 少女時代編～ （4月12日、ギガ）
- ヒロイン股間破壊 麗捜戦隊セシルピンク （4月12日、ギガ）
- KUNOICHI －忍－ 歩き巫女 御影 （4月26日、ギガ）
- 正義のヲタク戦隊 テラレンジャー （4月26日、ギガ）
- 電送人アイラ （4月26日、ギガ）
- 浣腸 （4月26日、G-HISTORY）
- 王道ヒロイン 電光戦隊パルサーピンク （5月10日、ギガ）
- ヒロインピンチS（5月10日、ギガ）
- SUPER HEROINE アクションウォーズ 美しき勇者 もーれつ仮面ホワイト・捜査官編（5月24日、ギガ）
- ヒーローショーのヒロインがTVとは違う女だったのでファンの義務としてしっかり教育してやりました。（7月26日、ギガ）
- 戦隊ヒロイン白濁粘液地獄 イエローフォース（8月9日、ギガ）